# المشرح (رواية)
المُشَرِّح (بالإنجليزية: The Vivisector)‏ هي رواية للكاتب الأسترالي الحائز على جائزة نوبل باتريك وايت، نشرت عام 1970، لأول مرة عن دار نشر جوناثان كيب.